# 中野譲
中野 譲（なかの じょう、1967年1月7日 - ）は、日本の元政治家。衆議院議員（2期）、外務大臣政務官（野田内閣・野田第1次改造内閣・野田第2次改造内閣）を務めた。

## 概要
東京都港区生まれ。海城中学校・高等学校、明治学院大学経済学部経済学科卒業。アメリカ合衆国ドレクセル大学大学院に留学し、1992年にMBAを取得した。1994年から民間NGO・国際開発救援財団のカンボジア事務所代表を務め、東南アジア（カンボジア、タイ、ラオス）地域で約5年間、開発援助活動に携わる。日本に帰国後、民主党衆議院議員・末松義規の秘書を務める。
2003年、第43回衆議院議員総選挙に民主党公認で埼玉14区から出馬。埼玉14区では自由民主党の三ッ林隆志に敗れたが、重複立候補していた比例北関東ブロックで復活し、初当選。2005年の第44回衆議院議員総選挙では埼玉14区で再び三ッ林に敗れ、比例復活もならず落選した。
2009年の第45回衆議院議員総選挙では埼玉14区で初めて三ッ林を破り、国政に復帰。2011年、野田内閣で外務大臣政務官に任命され、野田第1次改造内閣、野田第2次改造内閣でも留任。2012年9月7日、内閣官房長官の藤村修に対し外務大臣政務官の辞表を提出した。中野は2012年9月民主党代表選挙への環境大臣・細野豪志の擁立を進めており（細野は9月7日に不出馬を表明）、辞任の理由について「民主党代表選では、自由な立場でやっていきたい」と述べた。同年12月の第46回衆議院議員総選挙では小選挙区で敗北、比例復活もならず落選した。

## 所属していた団体・議員連盟
- 人権擁護法案から人権を守る会